# Diceros
Diceros – rodzaj ssaków z podrodziny nosorożców (Rhinocerotinae) w obrębie rodziny nosorożcowatych (Rhinocerotidae).

## Genetyka
Większość współczesnych nosorożcowatych cechuje się diploidalną liczbą chromosomów 82. Tylko nosorożec czarny ma 84. Jest to prawie największa liczba chromosomów wśród ssaków, jedynie pewne gatunki gryzoni mają ich więcej w genomie.

## Budowa
Nosorożcowate należą do największych współczesnych ssaków, mimo że nie dorastają rozmiarów swych wymarłych krewnych Indricotheriinae. Nosorożec czarny, jedyny obecny przedstawiciel rodzaju Diceros, jest drugim pod względem wielkości przedstawicielem rodziny. Waży między 800 a 1300 kg. Jest zatem piątym co do wielkości lądowym ssakiem. Czwartym jest nosorożec biały, obecnie największy przedstawiciel rodziny, który waży pomiędzy 1350 a 3500 kg. Wyprzedzają go jedynie 3 gatunki słoni. Inne nosorożce są mniejsze.
Dymorfizm płciowy raczej nie występuje, samce i samice są zwykle podobnej wielkości bądź samce nieznacznie tylko przerastają płeć przeciwną.
Najbardziej zwracającą uwagę cechą dzisiejszych nosorożcowatych, od której zresztą bierze źródłosłów nazwa rodziny, jest obecność rogów. U afrykańskich przedstawicieli rodziny występują zwykle 2 rogi, większy nosowy i mniejszy czołowy. U nosorożca czarnego róg nosowy może osiągać aż 130 cm długości. Znacznie mniej, od 2 do 55 cm, mierzy róg czołowy. Są to rogi najbardziej okazałe wśród dzisiejszych nosorożców. Nosorożec biały nosi bowiem róg nosowy mający od 94 do 102 cm i róg czołowy osiągający także do 55 cm. Najmniejsze rogi ma prawdopodobnie nosorożec sumatrzański. U okazów muzealnych tego gatunku mierzą one od 25 do 80 cm, ale trudno powiedzieć, czy wielkość ta jest reprezentatywna dla dziko żyjącej populacji. Nosorożec indyjski ma róg wielkości 24–25 cm, podobny róg występuje u nosorożca jawajskiego. W przeciwieństwie do wielu innych rogatych zwierząt, jak wołowate, kameleony czy inne jaszczurki, rogi nosorożców nie posiadają kostnego rdzenia. W całości buduje je keratyna ze zmagazynowanym wapniem i melaniną. Podobną budowę mają paznokcie innych zwierząt. Czyni to rogi nosorożców podatnym na zużycie. Ścierają się one z czasem. Z drugiej strony cały czas rosną, jednakże wyjściowy efekt często sumuje się od zera. Ścieranie natomiast czyni rogi cieńszymi u czubka. Ponadto skład chemiczny rogu zależy od miejsca życia osobnika.
Funkcją rogów jest ochrona zwierzęcia. Zaniepokojony nosorożec czarny szarżuje przed siebie, aczkolwiek jego szarża rzadko przeradza się w rzeczywisty atak. Rodzi to pytania o zasadność odcinania rogów zwierzętom celem ochrony ich przed kłusownikami. Istnieje bowiem obawa, że pozbawienie matki rogu, a więc narzędzia obrony, znacząco zwiększa śmiertelność młodych padających ofiarą lwów i krokut. Samce nosorożców używają rogów także w walkach między sobą.
Od taksonów azjatyckich odróżnia się Diceros brakiem ciosów w żuchwie.
Charakterystyczną cechą nosorożca czarnego jest długa, chwyta górna warga, ułatwiająca mu zrywanie wyższej roślinności. To go różni od nosorożca białego, który posiada szerokie wargi przydatne w pasieniu się trawą.
Wzrok jest słaby i nosorożce słabo widzą na odległość. Mierzące się wzrokiem samce muszą zbliżyć się do siebie na kilka metrów, by się widzieć. Znacznie lepiej rozwinęły się słuch i węch tych ssaków, ten ostatni wykorzystywany do znakowania terytoriów odchodami i moczem.
Kończyny wydają się krótkie, niemniej na krótkich dystansach umożliwiają zwierzęciu osiągnięcie prędkości 55 km/h. Kończą się trzema palcami. U zamieszkujących pustynie nosorożców czarnych istotną rolę odgrywają mięsiste poduszki pod kopytami, pomagające utrzymać stabilność na piasku.

## Ewolucja
Nosorożcowate są starą rodziną ssaków. Pojawiły się jeszcze w epoce eoceńskiej, wywodząc się z tej samej grupy, co dwie inne blisko spokrewnione rodziny nosorożców, Hyracodontidae, do których zaliczały się największe lądowe ssaki wszech czasów, jak Paraceratherium, a także prowadzące częściowo wodny tryb życia Amynodontidae. Pierwsze właściwe nosorożcowate pojawiły się w Euroazji i były niewielkimi zwierzętami, dopiero późnej zwiększając swe rozmiary zgodnie z zasadą Cope’a. Nie miały też jeszcze rogów. W oligocenie osiągnęły już znaczną różnorodność, choć nie opanowały jeszcze Afryki, z którą kojarzą się obecnie. W epoce tej istniały już formy o średnich i dużych rozmiarach. W oligocenie pojawiły się też pierwsze rogate nosorożce, Diceratherium. Był to także jedyny znany przedstawiciel amerykańskiej megafauny przez 10 milionów lat.
Nosorożcowate osiągnęły istotny sukces ewolucyjny, obejmując szeroki zakres nisz ekologicznych. Dzięki dużym rozmiarom mogły wykarmić się szorstkim, słabej jakości pokarmem, w tym niską roślinnością bogatą w krzemionkę, na co odpowiedziały molaryzacją przedtrzonowcow. Jej stopień nie był jednak w obrębie gatunku cechą stałą, co doprowadziło do istotnego zamieszania w XX-wiecznej paleontologii, kiedy to na podstawie takich niestałych cech opisywano taksony, które potem okazywały się synonimiczne. Zwierzęta te zasiedliły Amerykę, Europę i Azję, a także Afrykę. Ich sukces z oligocenu nie trwał jednak wiecznie, jako że w miocenie doszło do wymarcia części linii wskutek zmian klimatycznych. Wymarły prawie wszystkie nosorożcowate amerykańskie, w Eurazji przetrwały tylko dwie linie. Przedstawiciele jednej z nich przypominały dzisiejsze nosorożce sumatrzańskie. Z tej właśnie linii wywodzi się sławny nosorożec włochaty, zamieszkujący w plejstocenie tereny północy Euroazji.
Dzisaiejsze nosorożcowate dzieli się na dwie linie: afrykańskie Dicerotinae z rodzajami Diceros i Ceratotherium (nosorożec biały) i azjatyckie Rhinocerotinae z rodzajem Rhinoceros, obejmującym nosorożce indyjskiego i jawajskiego. Pozycja nosorożca sumatrzańskiego na drzewie rodowym nosorożcowatych nie została do końca wyjaśniona. Zazwyczaj zalicza się go tej samej podrodziny, jednakże część autorów uważa go za bliższego nosorożcowatym afrykańskim, z którymi łączy go posiadanie obu rogów

## Zasięg występowania
Rodzaj obejmuje jeden żyjący współcześnie gatunek występujący w Afryce Południowej i Wschodniej.

## Morfologia
Długość ciała (bez ogona) 300–380 cm, długość ogona 25–35 cm, wysokość w kłębie 140–170 cm; masa ciała 800–1300 kg.

## Rozmieszczenie geograficzne
Rodzaj zdefiniował w 1821 roku angielski zoolog John Edward Gray w artykule zatytułowanym O naturalnym układzie zwierząt kręgowych, opublikowanym w czasopiśmie „The London Medical Repository”. Gatunkiem typowym jest (oznaczenie monotypowe) nosorożec czarny (D. bicornis).

### Etymologia
- Diceros (Dicerus): gr. δι- di- ‘podwójny’, od δις dis ‘dwa razy’, od δυο duo ‘dwa’; κερας keras, κερατος keratos ‘róg’[12].
- Opsiceros: gr. οψις opsis, οψεως opseōs ‘wygląd, oblicze, twarz’; κερας keras, κερατος keratos ‘róg’[13]. Gatunek typowy: Gloger wymienił dwa gatunki – Rhinoceros simus Burchell, 1817 i Rhinoceros bicornis Linnaeus, 1758; typ nomenklatoryczny (późniejsze oznaczenie) Rhinoceros bicornis Linnaeus, 1758[14].
- Rhinaster: gr. ῥις rhis, ῥινος rhinos ‘nos, pysk’[15]. Gatunek typowy: Gerrard wymienił cztery gatunki – Rhinoceros simus Burchell, 1817, Rhinoceros bicornis Linnaeus, 1758, Rhinoceros ketloa A. Smith, 1837 (= Rhinoceros bicornis Linnaeus, 1758) i Rhinoceros oswellii J.E. Gray, 1854 (= Rhinoceros simus Burchell, 1817); typ nomenklatoryczny (późniejsze oznaczenie) Rhinoceros bicornis Linnaeus, 1758[15].
- Keitloa: epitet gatunkowy Rhinoceros Keitloa A. Smith, 1836; rodzima botswańska nazwa keitloa dla nosorożca czarnego[16]. Gatunek typowy (oznaczenie monotypowe): Rhinoceros keitloa A. Smith, 1836 (= Rhinoceros bicornis Linnaeus, 1758).
- Colobognathus: gr. κολοβος kolobos ‘skrócony, ucięty’; γναθος gnathos ‘żuchwa’[17]. Gatunek typowy: Brandt wymienił dwa gatunki – Rhinoceros simus Burchell, 1817 i Rhinoceros bicornis Linnaeus, 1758; typ nomenklatoryczny (późniejsze oznaczenie) Rhinoceros bicornis Linnaeus, 1758[18].
- Dactylochilus: gr. δακτυλος daktulos ‘palec’; χειλος kheilos, χειλεος kheileos ‘warga, usta’[19]. Gatunek typowy (oznaczenie monotypowe): Rhinoceros bicornis Linnaeus, 1758.

### Podział systematyczny
Do rodzaju należy jeden występujący współcześnie gatunek:
- Diceros bicornis (Linnaeus, 1758) – nosorożec czarny

Opisano również gatunki wymarłe:
- Diceros australis Guérin, 2000[22] (Afryka; neogen).
- Diceros gabuniai Tsiskarishvili, 1987[23] (Azja; miocen).
- Diceros praecox (Hooijer & B. Patterson, 1972)[24] (Afryka; pliocen).
- Diceros primaevus (Arambourg, 1959)[25] (Afryka; miocen).

## Ekologia
Jedyny współczesny gatunek tego rodzaju, nosorożec czarny, odżywia się bardziej różnorodnie od większego krewniaka, nosorożca białego. Preferuje wyższą roślinność, zwłaszcza liście zrywane giętką górną wargą, nie pogardza też owocami. Łatwo wytrzymuje niedobór wody  może się obyć bez niej kilka dni, czerpiąc wodę ze spożywanego pokarmu, jak to czynią inne pustynne ssaki, np. oryks. Dzięki temu zamieszkuje tereny pustynne, choć zazwyczaj pustyń unika. W Parku Narodowym Etosha 86,5% epizodów spotkania nosorożca czarnego miało miejsce w 16,5 powierzchni parku  leżącego poniżej 10 km od wody, tylko zaś 1% dalej niż 15 km. Gatunek nie unika terenów górskich, osiągając wysokość 2900 m nad poziomem morza w Kenii.
Oba nosorożce afrykańskie słabo pływają. Nie potrafią przekroczyć większej rzeki i kiedy w wodzie stracą grunt pod nogami, mogą się utopić. Niekiedy rozgrzebują zagłębienia w ziemi, w których zmienia się woda, tworząc płytkie bajorka. w których potem zażywają kąpieli błotnych, nie korzystają jednak w ten sposób z głębszych zbiorników wodnych. Błoto pomaga pozbyć się pasożytów skórnych takich jak kleszcze, których pozostałości znajdywano w błocie opadłym z nosorożca. Zwierzęta niekiedy wychodzą ubłocone z bajorka, by potem ocierać się o drzewa, ścierając z siebie błoto wraz z ektopasożytami.